# Nipson
 (octobre 2010).
Si vous disposez d'ouvrages ou d'articles de référence ou si vous connaissez des sites web de qualité traitant du thème abordé ici, merci de compléter l'article en donnant les références utiles à sa vérifiabilité et en les liant à la section « Notes et références ».
 (août 2015).
Nipson, fondée en 1992, est une entreprise française qui conçoit des solutions  d'impression utilisant les techniques de magnétographie et de fixation flash. Elle propose des solutions pAutant de technologies qui lui permettent d'aborder les marchés très spécifiques de l'imprimerie de sécurité :

## Historique
En 1991, Bull Belfort cesse son activité.
Jean Mourier, créateur de Benson (traceurs A0), est contacté par son ami Jean-Marie de Carpentries, alors PDG de Bull. Cet ami souhaite lui parler de la filiale Bull Périphériques qui se trouve à Belfort. Cette division produit les imprimantes à très grande vitesse avec une technologie originale et propriétaire : la technologie Mathilde.
Cette division est dans un état financier catastrophique, elle réalise 350 Millions de francs de chiffre d'affaires pour une perte de 430 Millions de francs...
Cependant, elle dispose d'une technologie propriétaire recelant du potentiel : un peigne magnétique dépose une charge sur le papier, celui-ci attire la poudre d'encre qui est d'une charge magnétique opposée, elle est alors fixée après dépose par le passage dans un four (similaire à l'impression laser).
L'intérêt de cette technologie est sa capacité « d'impression variable à très grande vitesse ». Elle peut aller aussi vite qu'une rotative, mais avec chaque page différente de la précédente.
Après quelques discussions sur le format de l'accord financier possible, Jean Mourier se décide à s'y intéresser activement.
Il se rend alors à Belfort pour se rendre compte de la situation. Après une analyse approfondie de l'entreprise, et quelques rencontres avec la direction de Bull Belfort et les autorités locales, Jean Mourier se rend bien compte que la situation est quasiment désespérée :
- il reste une grande incertitude sur le potentiel humain pouvant subsister après des années de déshérence.
- Le plan de restructuration nécessaire sera obligatoirement très violent.
- Le besoin de recapitalisation financière est significatif.

Il repart à Paris rencontrer : Bull l'actionnaire principal, les fonctionnaires du ministère de l'industrie et des finances. quelques contacts qui peuvent être utiles.
Jean Mourier travaille un mois à un projet qu'il pense viable ; mais il faut couper dans le vif des dépenses et du personnel. Il fait quelques tentatives auprès du ministère de l'intérieur et des finances pour évaluer quel sera le ressenti des autorités à son plan.
Bien que fraichement accueilli, il réunit quelques soutiens, dont il sent bien la fragilité. Il lui faut un poids lourd comme allié. Il s'envole donc pour Belfort pour rencontrer Jean-Pierre Chevènement, maire de Belfort et président de la Région. C'est un des « éléphants » du PS. Malgré une discussion plus que houleuse, Jean Mourier arrive à imposer ses arguments :
- Aucun industriel ne reprendra cette usine, la situation est catastrophique.
- Aucun entrepreneur ne peut sauver cette entreprise sans avoir une profonde connaissance de ce marché de l'impression à grande vitesse car il faut des résultats rapides.
- S'il existait un oiseau rare correspondant à la mention ci-dessus, il est peu probable qu'il ne s’intéresse à cette affaire, les risques sont bien trop grands. Ou alors ce serait pour la vendre « par appartement ». ce qui n'arrange personne.
- Seul un candidat ayant sa carrière derrière, lui peut se risquer à relever le gant. Bref, seul Jean Mourier avec les succès de Benson a une petite chance de réussir.

Finalement, en 1991, avec l'appui inconditionnel de J.P Chevènement qu'il a rallié à sa cause, les planètes s’alignent et le plan est accepté par les trois parties : le groupe Bull, les Ministères de l'Industrie et des Finances, le département et la région Est.

## L'aventure Nipson (1992-1995)
Jean Mourier s'installe donc à Belfort fin 1991 ?? pour relancer Bull Printing. L'une des premières taches est de trouver un nouveau nom. En effet, Bull ne jouit pas forcément d'une réputation sans taches dans le marché informatique. Il faut donc s'en éloigner.
C'est Olivier Mourier le deuxième fils de Jean Mourier qui trouvera le nom. À l'époque, il dirige l'activité ventes grossistes d'Epson, le leader mondial des imprimantes individuelles. Il proposera le nouveau nom : Nipson.
C'est un jeu de mots complexe autour de plusieurs concepts :
- NIP veut dire Non Impact Printer, donc Nipson est le fils des imprimantes non impact.
- Nipson rappelle Benson qui a encore une réputation mondiale établie et la relie donc par analogie à son créateur : Jean Mourier.
- Nipson ne fait pas Français et rappelle Epson dont la réputation internationale est indiscutable dans l'univers des imprimantes.

Aussitôt arrivé, Jean Mourier met en place son plan de départ et réduit la masse salariale qui passe de 850 à 300 employés. Il coupe largement dans les dépenses non stratégiques. Ce choc terrible pour les équipes est amorti en partie par les modalités de départ plutôt favorables et par ailleurs par les perspectives technologiques, marketing et commerciales que propose Jean Mourier.
L'idée qu'il propose est de tirer parti des qualités de l'impression rapide de la technologie Mathilde pour proposer aux grands clients une ligne de production à pages variables complètement intégrée à la fonction façonnage.
Le façonnage consiste en la transformation d'un rouleau de papier continu en un produit fini directement sur la même chaine de production. Le produit fini pouvant être aussi bien un carnet de chèques, qu'une lettre personnalisée, comportant éventuellement un chèque et ce, directement mise sous pli par la ligne de production. Mais il peut s'agir éventuellement aussi d'un livre de poche, d'un catalogue ou de toute forme d'impression nécessitant une personnalisation.
Pour obtenir ce résultat, Jean Mourier compte se forger, à marche forcée, un réseau de partenaires spécialisés pour proposer une ligne de production intégrée avec chacune de ces fonctions de façonnage.
Les premiers résultats ne se font guère attendre, grâce aux contacts de haut niveau de Jean Mourier dans les secteurs des banques et assurances, l'aide active de Jean Pierre Chevènement et de certains fonctionnaires de Bercy ; le carnet de commande se remplit rapidement.
La première année d'exploitation se solde par une croissance de plus de 30% établit le CA à 450 Millions de Francs pour une perte devenue quasi insignifiante. L'année précédente affichait une perte de 430 Millions de Francs…
Le réseau de filiales est revitalisé, les partenariats industriels étendus, la production remise en route et tourne à plein régime. L'espoir revient dans l'entreprise, le moral est au plus haut pour les personnels, la productivité et l’enthousiasme tutoient des sommets.
Les résultats inespérés de Nipson attisent les appétits des différents actionnaires. En particulier chez Bull et au Ministère de l'industrie, tout les monde commence à tirer la couverture à soi pour s'attribuer une fraction de cette gloire aussi exceptionnelle qu'inattendue.
Dans ce contexte, les actionnaires commencent à intervenir intempestivement directement dans le gestion quotidienne. Ces interventions injustifiables produisent une dégradation rapide du moral et de la motivation dans l'entreprise. Jean Mourier qui pour sa part vient de subir une situation de cet ordre avec le rachat de Benson par Schlumberger réagit fortement devant cette intrusion dans sa fonction.
Malheureusement pour lui, Francis Lotentz PDG de Bull a été remplacé par Jean-Marie de Carpentries avec lequel il n'entretient pas du tout les mêmes rapports de confiance.
Jean Mourier envoie alors un ultimatum à son conseil d'administration pour faire cesser ces intrusions dans le management de Nipson.
Devant l'absence de réaction, voire l’hostilité des cadres de Bull en particulier, il démissionne avec pertes et fracas en mai 1995. Il envoie sa demande de retraite officielle...
Devant l'illogisme et l'absurdité de la situation, Jean Mourier espérait probablement recevoir un coup de fil des administrateurs, lui demandant de reprendre son poste contre quelques garanties...
Ce coup de fil ne vint jamais...
Nipson SAS société à capitaux belge poursuit la fabrication de certaines imprimantes en 1992 avec 170 salariés en 1992.
Nipson SAS, lourdement déficitaire est mise en liquidation en 2012.
Faute de repreneur, l’administrateur judiciaire décide d’engager la procédure de licenciement de la trentaine de salariés de Nipson SAS à Belfort. 
L’entreprise était l’unique et dernier client de Nipson Technology, fabricant d’encres pour toners, de têtes d’écriture et de tambours magnétiques, qui emploie encore sur place 26 personnes.
Nipson Technology, animée par Étienne Membre ex-cadre de Bull reprend pour 1 million d'€ une partie des actifs de Nipson SAS. Le projet consiste, en s'appuyant sur le fichier clients et l'activité commerciale à réinvestir dans le domaine de l'impression tout en réduisant les coûts de production.
Nipson Technology a quasiment repris tout l'effectif de Nipson Sas.
90% des chèques en France sont imprimés sur des imprimantes Nipson Technology.
Parmi ses clients, on compte aussi les diffuseurs de chèques repas, des fournisseurs de tickets de métro, la billetterie, les tickets de jeux de chance. 
Ce sont aussi des machines Nipson, installées au ministère des Finances, qui impriment les formulaires d'impôts, taxes et procès-verbaux.
La distribution des produits a été confiée à la société Avis d' Tempête Mérignac

## Infrastructures et revendeurs
Son siège social, son centre de R&D et de production sont basés à Belfort en France.
Elle possède également un réseau de revendeurs mondial. (voir les contacts sur le lien ci-après) 